# Вече и јутро
Вече и јутро (енгл. The Evening and the Morning) је историјски роман британског писца Кена Фолета, први пут објављен 15. септембра 2020. године. Представља преднаставак романа Стубови земље и радњом је смештен у 997. годину нове ере, обухватајући период касног раног средњег века, у позадини викиншких напада, све до 1007. године. Роман проширује причу о историји и оснивању измишљеног града Кингсбриџа у Енглеској, као и о изградњи моста и катедрале тамо (а објашњава се и порекло имена града).
Књигу је у Србији објавила издавачка кућа Космос 2021. године, у преводу Данка Јешића.

## Поставка
У англосаксонском друштву приказаном у роману, Католичка црква још увек није преузела контролу над браком. Уместо тога, брак је грађанска церемонија; мушкарац може „скрајнути” своју жену по сопственом нахођењу и оженити другу, или имати две жене. Жена може неформално да се разведе од мужа једноставним напуштањем брака. Чак је могуће — иако ретко — да жена има два мужа. Црква не одобрава ове праксе, али не може да их спречи. Многи заплети у књизи не би били могући без оваквог друштвеног окружења.
Улога краља такође се разликује од оне коју имају монарси у другим Фолетовим романима. Краљ Етелред, који влада већ много година, нема ниво контроле над Енглеском какав ће имати каснији владари. Етелред сматра да је краљевска дужност брига о националној безбедности и стабилности валуте, али не много више од тога. Ипак, други ликови примећују да његова одговорност технички укључује и друге ствари, попут добробити племићких удовица. Његова примарна дужност — одбрана земље од викиншких напада — доводи га у сукоб са племићима од којих зависи у подизању и предвођењу војске. Он је приказан као владар са ограниченом способношћу да спроводи законе; на пример, кажњава једног племића због недоличног понашања, али племић одбија да плати казну.

## Радња
Након викиншког напада на приобални град Кум, млади бродоградитељ по имену Едгар сели се са својом мајком и двојицом браће у Дренгову Скелу. Ово малено село има крчму, цркву и женски манастир на оближњем острву, где монахиње брину о губавцима. Млада норманска племкиња Рања путује у Енглеску како би се удала за ерла Вилвулфа од Ширинга, само да би касније сазнала да је његова прва жена још увек жива. Он је „скрајнуо” своју прву жену, што је разбеснело краља Етелреда и свештенство (осим његовог полубрата, бискупа Винстана). Монах Олдред почиње да саветује Рању, која одлучује да из ситуације извуче најбоље што може. Она преузима контролу над Вилвулфовим домаћинством и својим имањима у Енглеској. То нервира Винстана, који је присвајао новац од њених поседа, као и његову мајку Гиту (Вилвулфову маћеху), која је до тада управљала домаћинством. Рања гради углед праведне и способне племкиње и земљопоседнице, а Вилвулфу рађа три сина.
Едгар за крчмара Дренга прави нову скелу и спријатељује се са његовом велшком робињом по имену Блод. Пошто је Дренг присиљава на проституцију, она једном приликом остаје трудна и рађа дете. Дренг потом узима новорођенче и баца га у реку, упркос протестима Блод, Едгара и обе своје жене. Едгар сведочи против Дренга на локалном суду, али он остаје некажњен. Блод покушава да побегне назад у Велс, али је ухваћена и враћена Дренгу.
Током наредних година, Олдред сарађује са Едгаром, Рањом или обоје како би решили локалне проблеме, укључујући пљачкаше, корупцију у манастиру, набавку светих реликвија, проблеме у селима која плаћају порез Рањи и покушаје бискупа Винстана да кује фалсификовани новац. Након што Винстан избегне казну за фалсификовање, Олдред је протеран из великог манастира у Ширингу и послат да управља малим манастиром у Дренговој Скели. Уз Едгарову помоћ, он га постепено претвара у исправно место богослужења. Едгар и Рања временом развијају међусобну наклоност.
Едгар гради понтонски мост у Дренговој Скели како би монаси могли да одржавају пијацу и прикупљају средства, али Винстан и Дренг га у тајности спаљују.
Вилвулф се враћа из једне битке са тешком повредом главе, а Рања влада у његово име док се он опоравља. Винстан, његов млађи брат Вигелм и њихова мајка одлучују да убију Вилвулфа како би Вигелм заузео његово место. Вигелм и његови људи убијају старешине лојалне Рањи у њеним селима. Едгар сведочи покољу, бежи и доноси Рањи упозорење и новац. Пре него што стигне да побегне у Шербур, Винстан и Вигелм је отимају заједно са њеним синовима. Вигелм је силује док је у заточеништву.
У међувремену, краљ и његова војска покушавају да прођу кроз Дренгову Скелу да би се борили против Викинга. Краљ, који је изабрао ту руту због моста, љут је кад открије да је мост изгорео и да постоји само спора скела. Он наређује да се изгради нови мост, који ће бити „краљев мост” под његовом заштитом.
Иако Едгар и Олдред трагају за Рањом, не откривају где се налази све док Винстан и Вигелм не одлуче да је пусте. У међувремену, она остаје трудна са Вигелмовим дететом. Рања моли краља да је именује намесницом, односно да влада у име њеног најстаријег сина, али краљу је потребан поуздан војни вођа за борбу против Викинга. Он именује Вигелма за новог ерла. Рања рађа сина, кога Вигелм покушава да прогласи својим наследником. Краљ јој каже да је неће натерати да се уда за Вигелма, али ни да њему неће одузети дете. Вигелм и његова мајка је приморавају на брак, чиме је политички неутралисана. Едгар напушта Енглеску и проналази посао у Француској као градитељ катедрале.
Винстан жели да постане надбискуп кентерберијски и почиње да осигурава подршку верске заједнице. Рања се фокусира на своја села и подизање деце. Кроз друге жене сазнаје да Винстан показује знаке болести познате као „курвинска губа” (могуће прогресивна парализа). Она не може да открије ту информацију Олдреду, јер се плаши Винстанове одмазде.
Олдред одлучује да изгради нову манастирску катедралу. Он шаље монахе у Француску да понуде посао Едгару. Када га пронађу, он пита да ли је Рања и даље удата за Вигелма и одбија да се врати.
После једне свађе, Вигелм одузима њиховог сина Рањи и предаје га својој љубавници Мегантрит и мајци. Винстанови симптоми се погоршавају, али он наставља да тежи положају надбискупа. Рања схвата да више нема шта да изгуби и открива Олдреду разлог његовог чудног понашања. Олдред о овоме обавештава гласника из Кентерберија, који потом осигурава да Винстан изгуби номинацију. Винстан је жељан освете, али постаје све више дезоријентисан. Вигелм постаје бесан на Рању и одлучује да је скрајне.
Рања се сели у Дренгову Скелу, сада преименовану у Кингсбриџ, са своја три старија сина и спријатељује се са Блод. Убрзо након тога, Дренг почиње да злоставља и другу робињу, Мајрид, која остаје трудна. Када Дренг то открије, почиње да је туче, али добија срчани удар. Рања се побрине да Блод не буде окривљена за његову смрт. Када Етел, Дренгова жена, умре, она тестаментом оставља крчму Блод, која остаје у Кингсбриџу као слободна жена.
Док је Рања у једном од својих села, Вигелм и његови људи пролазе кроз то подручје. Те ноћи, веома пијан, Вигелм покушава да је силује. Она се брани, све док се он не оклизне и падне. Она му држи нос и уста затвореним док се не угуши у сопственој повраћки, а потом га оставља у каналу. Наредног дана, људи верују да се Вигелм удавио у пијаном стању. Рања одјахује у Ширинг и враћа свог најмлађег сина, а шериф Ден је проглашен новим ерлом од Ширинга.
У Француској, гроф Ибер позива Едгара, захтевајући објашњење енглеског обичаја скрајњавања жена, сматрајући да је Вигелм увредио Рању разводом. Едгар се враћа у Енглеску и поново се налази са Рањом.
Винстаново стање се погоршава, а Олдред, сада бискуп, доводи га на острво губаваца код Кингсбриџа, где монахиње брину о њему и осталим болесницима. Рања додељује Едгару нешто земље, што га чини властелином и што им омогућава да се венчају.

## Ликови

### Главни
- Рања: Ћерка грофа Ибера од Шербура, која путује у Енглеску да се уда за ерла Вилвулфа од Ширинга.
- Олдред: Млади монах који жели да од Ширинга начини центар учења оснивањем велике библиотеке.
- Едгар: Син бродоградитеља који показује свој таленат за различите врсте градње.
- Винстан: Похлепни бискуп који користи свој ум да повећа богатство и друштвени статус своје породице.

### Споредни
- Вилвулф: Старији полубрат Винстана и Вигелма и ерл од Ширинга. Жени се Рањом противно краљевој вољи након што се заљубио у њу током путовања у Шербур.
- Вигелм: Млађи Винстанов брат и Вилвулфов полубрат. Груб, али успешан ратник који након Вилвулфове смрт постаје ерл од Ширинга.
- Блод: Млада велшка робиња у Дренговом власништву.
- Дренг: Лењи и себични скелеџија и крчмар; даљи рођак Винстана и Вигелма.
- Етелред: Краљ Енглеске преокупиран викиншким нападима. Приказан је као средовечни, искусни краљ који може ефикасно да користи своју ограничену моћ.

## Пријем
Џ. Х. Богран из Washington Independent-а описао је Вече и јутро као „мање више исто, са неким варијацијама” у поређењу са Фолетовим другим романима смештеним у Кингсбриџ. Геза Татралиај је за The New York Journal of Books написао: „Књига је добро истражена и добро написана — све у свему пружа одлично, упијајуће читање”. Kirkus Reviews је описао роман као дуг и предвидљив, али је признао: „Фолет је моћан приповедач који ће ипак задржати пажњу читаоца”.